# Liste des séries télévisées de Seoul Broadcasting System
 (décembre 2021).

Logo de Seoul Broadcasting System.

Cet article présente la liste des séries télévisées de Seoul Broadcasting System par année de 1991 à aujourd'hui[Quand ?].

## Années 1990

### 1991
- Women 45
- Do You Know Eun Ha-su
- Door of Solitude
- Yusimcho

### 1992
- Bun-rye's Story
- Small City
- Calendula
- Morning Thaw
- Rose Garden
- Tragic Grass
- The Woman Who Walked on Water
- To Give Over Campfire
- Gwanchon Essay
- Reunion
- Beloved Darling
- A Love Without Fear
- Ambitions on Sand
- Winter Bird
- Autumn Woman

### 1993
- How Is Your Husband?
- Our Hot Song
- World Is Mine
- Love and Friendship
- Theme Series
- Marriage
- Faraway Songbagang
- Han River Cuckoo
- To the Lovely Others
- To Live
- Love and Work
- Conditions of Love
- Woman's Mirror

### 1994
- Three Men, Three Women
- Goblin Is Coming
- Farewell
- Hero's Diary
- What Have You Done Yet
- How This Señor Lives
- What a Good Stuff
- There Is No Love
- Scent of Love
- How This Woman Lives
- I Want to Be Happy
- The Woman in the Matchbox
- That Window

### 1995
- Confession
- Sandglass
- Jang Hee-bin
- Flames of Ambition
- Until We Meet Again
- Asphalt Man
- Inside the Mysterious Mirror
- Jazz
- Thaw
- Aunt Ock
- Korea Gate
- Your Voice
- Elegy
- Love Anthem

### 1996
- Full Heart
- When Salmon Returns
- In the Name of Love
- Thief
- Expedition of Men
- August Bride
- The Brothers' River
- Wealthy Yu-chun
- Beginning of Happiness
- Im Kkeokjeong
- Encounter
- Sometimes Like Strangers
- The Bicycle Riding Woman
- Mom's Flag

### 1997
- Women
- Because I Love You
- Model
- Tears of Roses
- Snail
- White Christmas
- Palace of Dreams
- Woman Next Door
- Young
- Beautiful Crime
- Beautiful Her
- Song Just Once
- Only You
- Happiness in Our Heart
- Miari No. 1
- Over the Horizon

### 1998
- Song of the Wind
- White Nights 3.98
- Eun Shil
- Shadows of an Old Love
- Steal My Heart
- Mister Q
- Hong Gil-dong
- Winners
- The Solid Man
- I Love You, I Love You
- Romance
- Letters Written on a Cloudy Day
- Three Kim Generation
- Spring After Winter
- Mom's Daughter
- Hug

### 1999
- Ghost
- Woman on Top
- House Above the Waves
- Trap of Youth
- Tomato
- Happy Together
- Queen
- Crystal
- TV Movie Love Story
- Young Sun
- Wave
- Now Is the Time to Love
- Her Choice
- Cello
- Promise
- Who Are You?

## Années 2000

### 2000
- Legends of Love
- The Thief's Daughter
- Wrath of an Angel
- Rookie
- Fireworks
- Popcorn
- SWAT Police
- Juliet's Man
- Cheers for Women
- Wang-rung's Land
- Virtue
- Nice Man
- Love and Farewell
- Pardon
- I Want to Keep Seeing You

### 2001
- Ladies in the Palace
- Soon Ja
- Beautiful Days
- Law Firm
- Guardian Angel
- Legend
- Piano
- I Still Love You
- Father and Son
- Splendid Days
- Morning Without Parting
- Outing
- Well Known Woman
- How This Couple Lives

### 2002
- Rustic Period
- We Are Dating Now
- Successful Story of a Bright Girl
- Bad Girls
- Age of Innocence
- Affection
- Shoot for the Star
- That Woman Catches People
- Like a Flowing River
- Glass Slippers
- Rival
- Great Ambition
- Mom's Song
- Ice Flower
- Five Brothers and Sisters

### 2003
- The King's Woman
- All In
- Land of Wine
- Fairy and Swindler
- My Fair Lady
- Strike
- Stairway to Heaven
- Escape From Unemployment
- South of the Sun
- Long Live Love
- Into the Sun
- Thousand Years of Love
- Screen
- First Love
- Perfect Love
- Near to You
- Garden of Eve
- Lovers
- A Problem at My Younger Brother's House

### 2004
- 2004 Human Market
- Jang Gil-san
- Love Story in Harvard
- Sunlight Pours Down
- Miss Kim's Adventures in Making a Million
- Island Village Teacher
- My 19 Year Old Sister-in-Law
- When a Man Is in Love
- Stained Glass
- Wives on Strike
- Little Women
- The Land
- Something Happened in Bali
- Into The Storm
- Lovers in Paris
- Magic
- Save the Last Dance for Me
- Proposal
- Choice
- Traveling Women

### 2005
- Three Leaf Clover
- Bad Housewife
- Fashion 70's
- Ballad of Seodong
- Hong Kong Express
- Hello My Teacher
- Single Again
- Princess Lulu
- Love Needs a Miracle
- My Girl
- Love and Sympathy
- Woman Above Flower
- I Love You, My Enemy
- Diamond Tears
- That Woman
- That Summer's Typhoon
- Dear Heaven
- Spring Day
- Green Rose
- Only You
- Let's Go to the Beach
- Lovers in Prague
- Marrying a Millionaire
- Pearl Earring
- Queen's Conditions
- Wild Flower

### 2006
- Alone in Love
- The 101st Proposal
- Stranger Than Paradise
- Common Single
- Snow Flower
- Tree of Heaven
- Bad Family
- Smile Again
- Please Come Back, Soon-ae
- Invincible Parachute Agent
- Lovers
- One Day Suddenly
- I'll Go With You
- My Lovely Fool
- My Love
- Yeon Gaesomun
- Love and Ambition
- Queen of Games
- I Want to Love
- Barefoot Love
- Love and Hate

### 2007
- The Person I Love
- My Husband's Woman
- Catching Up with Gangnam Moms
- The King and I
- Surgeon Bong Dal-hee
- Witch Yoo-hee
- War of Money
- How to Meet a Perfect Neighbor
- Lobbyist
- Salt Doll
- Oh Lovers
- Snow in August
- Fly High
- Thirty Thousand Miles in Search of My Son
- Golden Bride
- Crazy in Love
- Blue Fish
- Flawed Couple
- Get Karl! Oh Soo-jung
- First Wives' Club
- Good Day to Love
- That Woman Is Scary

### 2008
- I Love You
- Tokyo Sun Shower
- Gourmet
- Tazza
- Terroir
- Robber
- On Air
- Iljimae
- Working Mom
- Painter of the Wind
- Star's Lover
- Bicheonmu
- Why Did You Come to My House
- My Sweet Seoul
- The Scale of Providence
- I Am Happy
- Glass Castle
- Family's Honor
- Cannot Hate You
- Aquarius
- Daughter in Law
- Innocent You
- Aeja's Older Sister, Minja
- Temptation of Wife

### 2009
- Ja Myung Go
- Dream
- Temptation of an Angel
- Cain and Abel
- City Hall
- Swallow the Sun
- You're Beautiful
- Will It Snow for Christmas?
- Can Anyone Love
- Loving You a Thousand Times
- Brilliant Legacy
- Style
- Smile, You
- Green Coach
- Don't Hesitate
- Two Wives
- Wife Returns

## Années 2010

### 2010
- Stars Falling from the Sky
- Jejungwon
- Oh! My Lady
- Giant
- Coffee House
- I Am Legend
- Dr. Champ
- It's Okay, Daddy's Girl
- Athena: Goddess of War
- OB & GY
- Prosecutor Princess
- Bad Guy
- My Girlfriend is a Gumiho
- Daemul
- Definitely Neighbors
- Smile, Mom
- Life Is Beautiful
- Secret Garden
- Daring Women
- You Don't Know Women
- Three Sisters
- Pure Pumpkin Flower

### 2011
- Paradise Ranch
- Midas
- Lie to Me
- Warrior Baek Dong-soo
- A Thousand Days' Promise
- Sign
- 49 Days
- City Hunter
- Protect the Boss
- Deep Rooted Tree
- The Musical
- My Love By My Side
- If Tomorrow Comes
- New Tales of Gisaeng
- Scent of a Woman
- Living in Style
- War of the Roses
- Bride of the Sun
- While You Were Sleeping
- My Daughter the Flower

### 2012
- History of a Salaryman
- Fashion King
- The Chaser
- Faith
- The King of Dramas
- Take Care of Us, Captain
- Rooftop Prince
- Phantom
- To the Beautiful You
- The Great Seer
- Tasty Life
- My Lover, Madame Butterfly
- Dummy Mommy
- A Gentleman's Dignity
- Five Fingers
- Cheongdam-dong Alice
- Welcome Rain to My Life
- I Like You
- Still You
- The Birth of a Family

### 2013
- King of Ambition
- Jang Ok-jung, Living by Love
- Empire of Gold
- The Suspicious Housekeeper
- One Warm Word
- That Winter, the Wind Blows
- All About My Romance
- I Can Hear Your Voice
- Master's Sun
- The Heirs
- My Love from the Star
- Wonderful Mama
- Passionate Love
- Incarnation of Money
- The Secret of Birth
- Goddess of Marriage
- Thrice Married Woman
- Your Lady
- Two Women's Room
- Ugly Alert
- One Well-Raised Daughter

### 2014
- God's Gift: 14 Days
- Doctor Stranger
- Temptation
- Secret Door
- Punch
- Three Days
- You're All Surrounded
- It's Okay, That's Love
- My Lovely Girl
- Pinocchio
- Glorious Day
- Modern Farmer
- Angel Eyes
- Endless Love
- Birth of a Beauty
- You're Only Mine
- Cheongdam-dong Scandal
- Only Love

### 2015
- Heard It Through the Grapevine
- High Society
- Mrs. Cop
- Six Flying Dragons
- Hyde Jekyll, Me
- A Girl Who Sees Smells
- Mask
- Yong-pal
- The Village: Achiara's Secret
- Remember: War of the Son
- The Family Is Coming
- My Heart Twinkle Twinkle
- Divorce Lawyer in Love
- The Time We Were Not in Love
- I Have a Lover
- Late Night Restaurant
- Enchanting Neighbor
- My Mother Is a Daughter-in-law
- Run, Jang-mi
- The Return of Hwang Geum-bok
- The Three Witches
- Tierra de reyes

### 2016
- The Royal Gambler
- Doctor Crush
- Moon Lovers: Scarlet Heart Ryeo
- Dr. Romantic
- Please Come Back Mister
- Entertainer
- Wanted
- Don't Dare to Dream
- Legend of the Blue Sea
- Yeah, That's How It Is
- Our Gap-soon
- Mrs. Cop 2
- Beautiful Gong Shim
- Second To Last Love
- Gogho's Starry Night
- Marrying My Daughter Twice
- The Love Is Coming
- I'm Sorry, But I Love You
- You Are a Gift
- Bubbly Lovely

### 2017
- Innocent Defendant
- Whisper
- My Sassy Girl
- Distorted
- Temperature of Love
- Oh, the Mysterious
- Saimdang, Memoir of Colors
- Suspicious Partner
- Reunited Worlds
- While You Were Sleeping
- Judge vs. Judge
- Band of Sisters
- Bravo, My Life
- Sweet Enemy
- Happy Sisters

### 2018
- Should We Kiss First?
- Exit
- Wok of Love
- Still 17
- Where Stars Land
- The Hymn of Death
- My Strange Hero
- Return
- Switch: Change the World
- The Undateables
- Your Honor
- Heart Surgeons
- The Last Empress
- Nice Witch
- Secret Mother
- Let Me Introduce Her
- Ms. Ma, Nemesis
- Fates & Furies
- I Am the Mother Too
- Gangnam Scandal

### 2019
- Haechi
- The Secret Life of My Secretary
- Everything and Nothing
- VIP
- Big Issue
- My Absolute Boyfriend
- Doctor Detective
- Secret Boutique
- The Fiery Priest
- Nokdu Flower
- Doctor John
- Vagabond
- Hot Stove League
- Shady Mom-in-Law
- Want a Taste?

## Années 2020

### 2020
- Dr. Romantic 2
- Hyena
- Nobody Knows
- The King: Eternal Monarch
- Good Casting
- Mom Has an Affair
- Backstreet Rookie
- Alice
- Do You Like Brahms?
- Phoenix 2020
- The Penthouse: War in Life
- Delayed Justice

### 2021
- The Penthouse 2: War in Life
- Joseon Exorcist
- Amor Fati
- Taxi Driver
- Racket Boys
- The Penthouse 3: War in Life
- Lovers of the Red Sky
- One the Woman
- Our Beloved Summer
- Let Me Be Your Knight
- Now, We Are Breaking Up

### 2022
- Through the Darkness
- Why Oh Soo-jae?